# Lex patriae
El terme llatí ''lex patriae'' vol dir “la de la nacionalitat”. S'utilitza en el dret internacional públic per a determinar quina llei de fons regirà una determinada controvèrsia quan per a resoldre aquesta es pot optar entre lleis de diferents estats, i els resultats de la disputa variaran depenent de com s'aplique la llei.